# NBA All-Star Game 2004
Le NBA All-Star Game 2004 s'est déroulé le 15 février 2004 au Staples Center de Los Angeles.
Devant 19 962 spectateurs réunis au Staples Center, Shaquille O'Neal est élu MVP pour ses 24 points (12/19 aux tirs), 11 rebonds, 2 interceptions et 2 contres en 23 minutes de jeu, après avoir déjà partagé cet honneur en 2000 avec Tim Duncan.

## Effectif All-Star de l'Est
- Allen Iverson (76ers de Philadelphie)
- Jason Kidd (New Jersey Nets)
- Vince Carter (Raptors de Toronto)
- Ben Wallace (Pistons de Détroit)
- Tracy McGrady (Magic d'Orlando)
- Jermaine O'Neal (Pacers de l'Indiana)
- Paul Pierce (Celtics de Boston)
- Kenyon Martin (New Jersey Nets)
- Ron Artest (Pacers de l'Indiana)
- Baron Davis (New Orleans Hornets)
- Michael Redd (Bucks de Milwaukee)
- Jamaal Magloire (New Orleans Hornets)

## Effectif All-Star de l'Ouest
- Tim Duncan (Spurs de San Antonio)
- Shaquille O'Neal (Lakers de Los Angeles)
- Kevin Garnett (Timberwolves du Minnesota)
- Steve Francis (Rockets de Houston)
- Kobe Bryant (Lakers de Los Angeles)
- Dirk Nowitzki (Mavericks de Dallas)
- Ray Allen (SuperSonics de Seattle)
- Andreï Kirilenko (Jazz de l'Utah)
- Sam Cassell (Timberwolves du Minnesota)
- Yao Ming (Rockets de Houston)
- Peja Stojakovic (Sacramento Kings)
- Brad Miller (Sacramento Kings)

## Concours
Vainqueur du concours de tir à 3 points : Voshon Lenard
Vainqueur du concours de dunk : Fred Jones